# Coesula rufopetiolata
Coesula rufopetiolata là một loài tò vò trong họ Ichneumonidae.